# C6orf58
C6orf58 é um gene humano localizado no locus 6q22.33 do cromossomo 6 e codifica para UPF0762, uma proteína que é subsequentemente secretada após a clivagem de um peptídeo sinal. O DUF781, que é o domínio singular identificável em UPF0762, está ligado ao desenvolvimento do fígado em uma proteína ortóloga no paulistinha.  A função do UPF0762 humano ainda não está bem caracterizada.